# Буцинський Петро Микитович
Буцинський Петро Микитович (нар. 24 грудня 1853 — 13 листопада 1916) — український вчений-історик. Доктор російської історії (1890), професор (1885). Дійсний статський радник (1906).

## Життєпис
Походив із багатодітної родини священика із села Донецька-Сеймиця Тимського повіту Курської губернії.
Здобував освіту в Обоянському духовному училищі та Бєлгородській духовній семінарії.
Після закі
нчення навчання на історико-філологічному факультеті Імператорського Харківського університету був залишений стипендіатом при кафедрі російської історії (1879). Склавши магістерський іспит отримав звання магістра російської історії (1881).